# 東方三博士

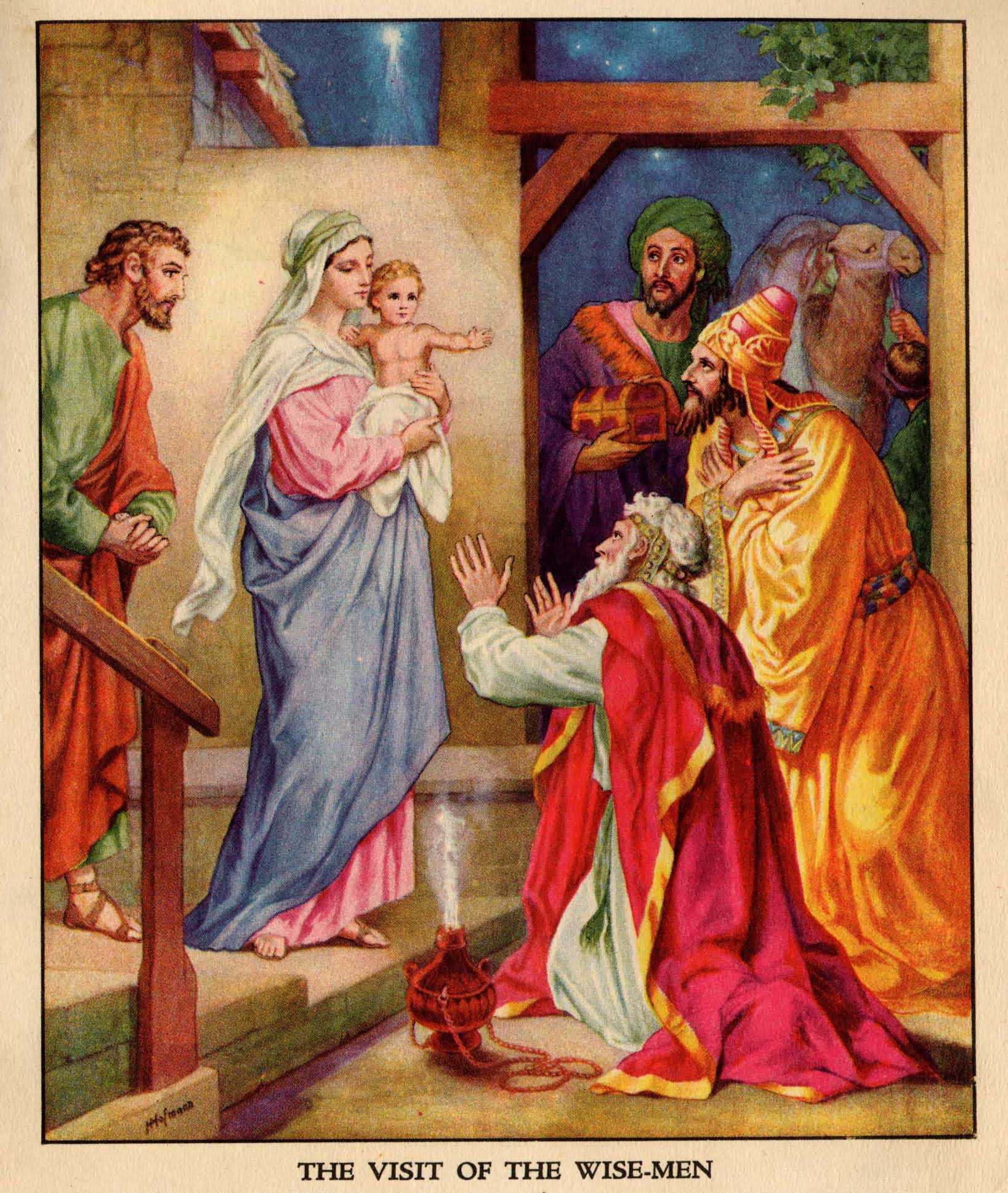
在耶稣出生後，来自东方的三博士朝拜了耶稣

東方三博士或譯東方三賢士（希臘語：μάγοι；拉丁转写：magoi），又稱東方三王（天主教旧称）、三智者、麥琪，術士等，是艺术作品和基督教刊物经常提到，出現在許多與圣诞节有关的画像里面的人物，一般会与耶稣和其父母、牧羊人，以及馬廄中的動物一同出现。根据《新约圣经·马太福音》第2章第1－12节的记载，在耶稣基督出生時，有來自東方的「博士」朝拜耶稣。天主教會在1月6日主顯節慶祝。《福音书》中没有提到有三个人，也没有提到他们的身份。但研究古波斯宗教文化的人指出，“MAGI”就是拜火教祭司或神职人员的称呼（即汉语“穆护”），类似于天主教中的神父或主教、新教中的牧师或長老。

## 东方三博士的身分
这几位博士精通天文学和占星术，因此他们必定不是犹太人，因为在犹太教中，摩西律法规定，禁止人使用魔法和占星术和崇拜偶像。由於波斯原文（Magus）乃占星术士（法师）之义，他们可能是安息帝國的高级神职人员。
有人认为三博士的名字是巴尔大撒、墨尔基和加斯帕。
華文資料也有一未能提出證據且基於民族優位論的臆測，認為三博士是來自中國。其中一位博士可能是西漢的天算學家劉向。

## 圣经的记载
据《马太福音》第2章第1－12节记载，耶稣降生时，几个博士在东方看见伯利恒方向的天空上有一颗大星，于是便跟着它来到了耶稣基督的出生地。其實沒證據證明有多少位博士朝拜耶稣基督，但他們帶來黃金、乳香、沒藥，所以有學者推测有三个人到来，每人献上一样礼物，所以称他們為“東方三博士”：但馬太福音只寫了「有幾位來自東方的博士」，沒有提到博士的數目。

## 习俗
在世界很多地方，圣诞节期间，东方三博士都扮演特殊的角色。在有的地方，如西班牙，他们甚至替代圣诞老人的角色。
在欧洲的基督教国家，很多信徒认为这三个人的首字母缩写CMB加上年份能够保护他们的住宅。例如2008年就写作20*C*M*B*08。这个标志一般写在民宅建筑入口处。
但事实上，C - M - B，这三个字母是拉丁文 “CHRISTUS MANSIONEM BENEDICAT”的缩写，大意是“基督保佑这所房屋”。

### 墨西哥
新年接近的时候，墨西哥人举行热闹的派对庆祝。1月5日黄昏，“三博士”会分发玩具给小孩子。派对的高潮是1月6日，大家会分吃一个圆形的饼。有人会发现自己的饼裡有个代表婴孩耶稣的小玩偶。找到小玩偶的人要负责安排2月2日举行的最后派对。（有些地方采用三个玩偶， 代表“三博士”。）
在这段期间，有一样相当引人注目的东西——纳西米恩托（耶稣诞生情景的模型）。在公众场所、教堂和人们家裡，都设有耶稣诞生的场景。人物用陶瓷、木或黏土造成，大小不一，分别代表约瑟和马利亚。他们跪在马槽前，槽裡有个新生的婴孩。通常还有牧羊人和“三博士”在一旁。人物的背景是个马厩，有些动物在周围点缀。中心人物则是一个新生的婴孩，西班牙语叫埃尔·尼尼奥·迪奥斯（意即上帝之子）。这个主要人物会在圣诞前夕才放在场景裡。

### 拉丁美洲
在拉丁美洲，三博士取代圣诞老人。但跟其他国家的情形一样，许多父母把玩具藏在家里某个地方，然后让孩子在12月26日早上把它们找出来，就像这些玩具是三博士带给他们似的。这段时间玩具商生意兴隆。许多人看出，这只是装假而已，但商人却利用这个习俗获得巨大的收益。